# Brokinds slott

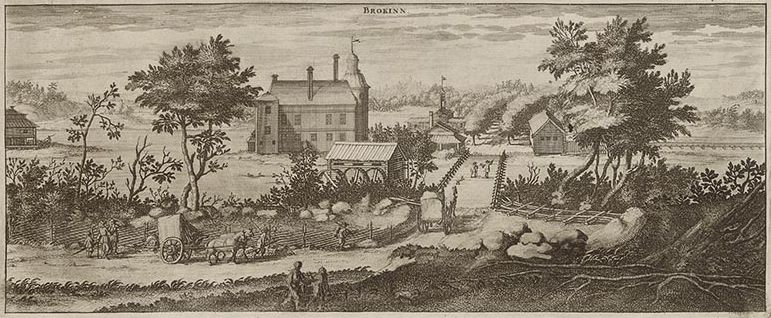
Brokind omkring 1700 i Erik Dahlberghs praktverk Suecia antiqua et hodierna, med slottets strategiska läge vid bron över Stångån.

Brokind (förr kallat Bro) är ett slott i Vårdnäs socken, beläget i Brokind i Östergötland. Det är uppfört på holmar vid Stångåns utlopp ur sjön Järnlunden, omkring 30 kilometer från Linköping. Vid Slottet ligger även Brokinds sluss.

## Historik
Brokind är ett av traktens äldsta herresäten. Byn Broo avhystes i samband med att herresätet Brokind uppfördes, byns förhistoriska gravfält finns fortfarande att beskåda i ekhagmarken nära slottsanläggningen. Först lär det ha varit ett gammalt jarlasäte, övergick sedan till den mäktiga Bjälboätten och såldes därefter till riksdrotsen Bo Jonsson Grip. Senare tillhörde det medlemmar av släkten Natt och Dag (bland dem kammarrådet Gustaf Persson (Natt och Dag)) ända till 1706, då det övergick till grevliga ätten Falkenberg, och blev 1732 och 1793 fideikommiss. Brokind hade 1904 ett bibliotek av omkring 4 000 band jämte handskrifter och tavelsamling. På godset fanns då även ett tegelbruk, kvarn och såg.

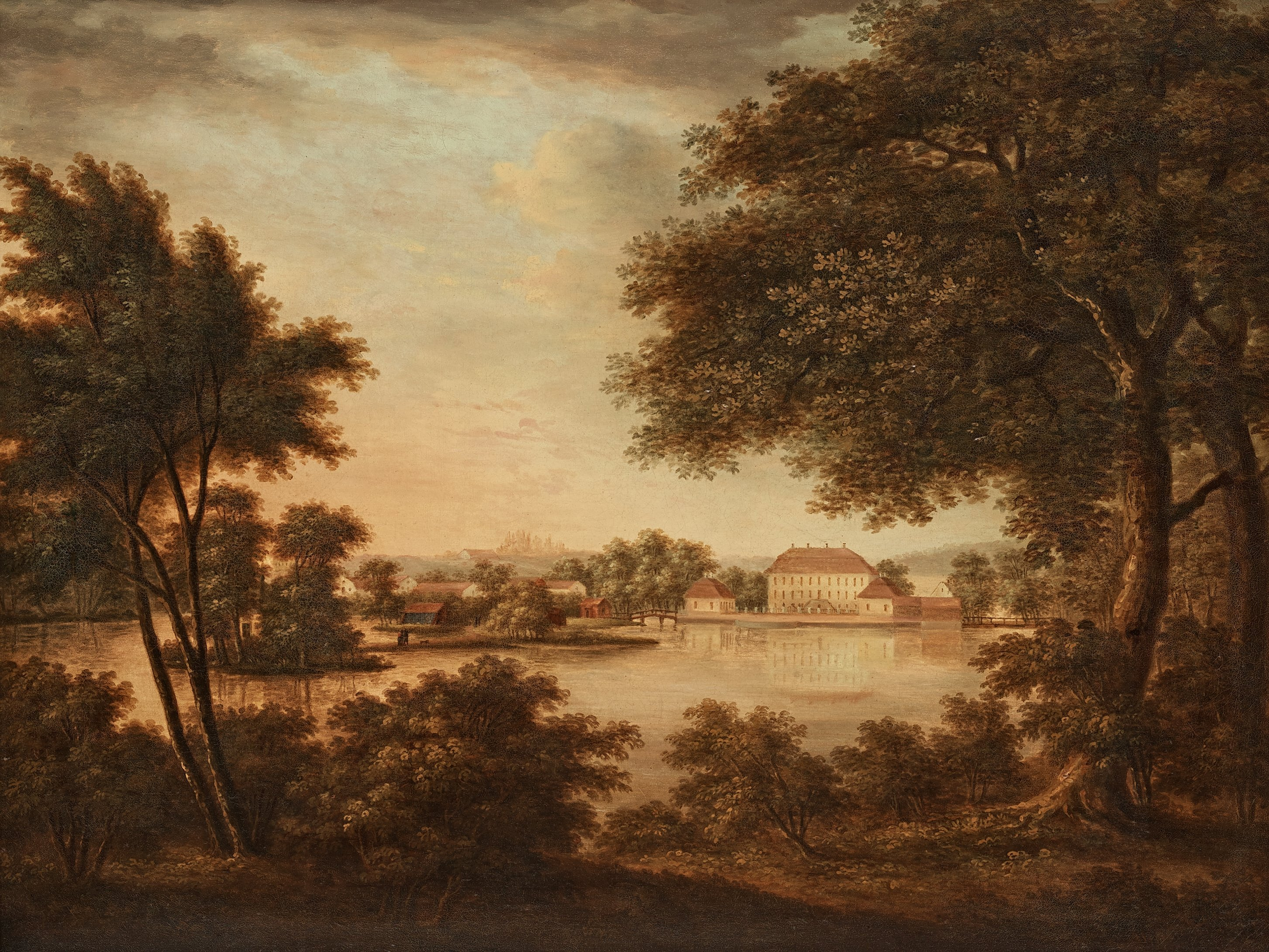
Målning av Carl Johan Fahlcrantz (1774–1861), okänt årtal.

Barbro Eriksdotter, även känd som Barbro Påle och Pintorpafrun, påstås spöka i slottet.

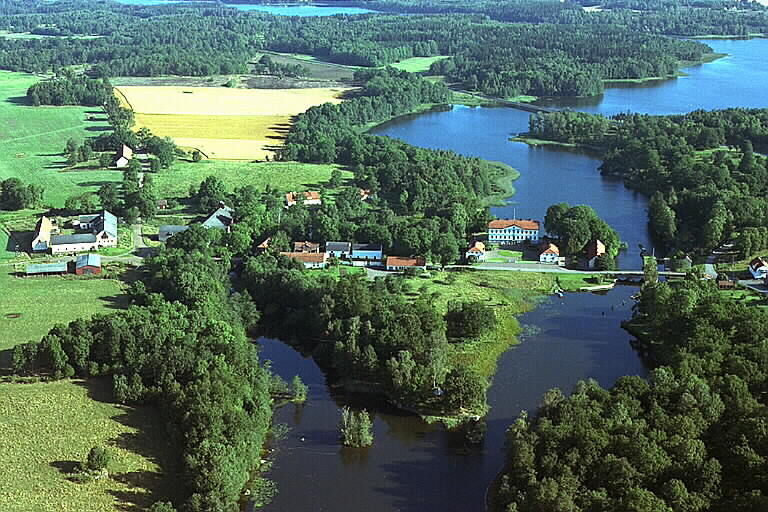
Flyggoto från år 1991 över slottet och dess omgivningar.

Brokind finns avbildat i Erik Dahlberghs praktverk Suecia antiqua et hodierna. Man kan se att ännu vid sekelskiftet 1700 var slottet befäst med ett runt försvarstorn. Den nuvarande huvudbyggnaden uppfördes 1727-1731 av Anna Maria Falkenberg och ersatte den medeltida borg som brann ned 1726. De två flyglarna tillkom något senare. De vitsputsade byggnaderna fick sitt nuvarande utseende efter en ombyggnad 1838 efter ritningar av Abraham Nyström. Miljön kring slottet innehåller bland slottspark med lusthus och ett stort antal ekonomibyggnader som ger karaktären av en välbevarad slottsanläggning. Anläggningen utvecklades på bekostnad av ytterligare en by vid namn Eggeby, så sent som på 1850-talet.
Brokinds gods ägs idag (2008) inom grevliga ätten Falkenberg af Bålby.